# Hierodulella reticulata
Hierodulella reticulata es una especie de mantis de la familia Mantidae.

## Distribución geográfica
Se encuentra en las islas Molucas (Indonesia).